# Baie de Long Point
La baie de Long Point (anglais : Long Point Bay) est une baie canadienne du lac Érié située entre l'extrémité de Long Point et la pointe Peacock.
Elle possède une subdivision intérieure, la baie Inner, entre les pointes Turkey et Pottohawk.